# Robert Swindells
Robert Edward „Bob“ Swindells  (* 20. März 1939 in Bradford, England) ist ein britischer Schriftsteller im Bereich der Kinder- und Jugendliteratur. Mit seinen über 60 Werken gewann er vielfach Auszeichnungen, darunter die renommierte Carnegie Medal. Seine Veröffentlichung Eiskalt wurde 1997 in einer kurzen Fernsehserie verfilmt und auf BBC ausgestrahlt.

## Leben
Robert Swindells war das erste von fünf Kindern des Verkäufers Albert Henry Swindells und seiner Frau Alice. Roberts früheste Kindheit war geprägt durch den Zweiten Weltkrieg, nach Kriegsende fühlte er sich beengt in ihrem kleinen Haus mit den inzwischen vier Geschwistern. Er konnte bereits vor seiner Einschulung lesen und wenn er sich mit einem Buch in eine ruhige Ecke zurückzog, konnte er so tief in Phantasiewelten eintauchen, dass er selbst ein ausbrechendes Chaos nicht mehr wahrgenommen hätte. Bücher waren für ihn ein Mittel, seiner Umgebung und seinem gewöhnlichen Leben zu entfliehen.
Mit elf Jahren verpasste er sein Eleven-plus-Examen, da seine Eltern nicht die Zeit, das Wissen und die Mittel besaßen, um ihn adäquat darauf vorzubereiten, und er konnte somit keine weiterführende Grammar School besuchen. Dennoch ermutigte ihn sein Englisch-Lehrer zum Schreiben und überzeugte ihn, mit einem Aufsatz an einem nationalen Schreibwettbewerb teilzunehmen, den er gewann.
Nach dem verpassten Examen war er schrecklich enttäuscht und verstand sich nicht mehr mit seinem Vater, aber er folgte den guten Ratschlägen, seinen sehnlichen Wunsch, Lehrer zu werden, zu vergessen. Mit fünfzehn Jahren beendete er die Schule und arbeitete bis zum Alter von 26 in Büros und Fabriken Bradfords: drei Jahre als Korrektorgehilfe (copyholder), später drei Jahre als Angestellter in der Werbeabteilung bei der Zeitung „Telegraph & Argus“, danach zwei Jahre als Maschinenführer bei „Hepworth & Grandage“. Als zwischenzeitlich sein Verhältnis zu seinem Vater immer schlechter geworden und seine Mutter erkrankt war, ging er mit siebzehn für drei Jahre zur Royal Air Force, zwei Jahre davon war er auch in Deutschland stationiert. Kurz darauf heiratete er Cathy, zwei Töchter Linda und Jill kamen in kurzem Abstand.
Schließlich traf er durch Zufall einen Mann, der mit 35 Jahren noch eine Ausbildung zum Lehrer machte. Obwohl jener gute Abschlüsse hatte und er keinen, wurde er dadurch motiviert, sich im Jahr 1967 für einen Abendlehrgang in Humanbiologie am Bradford College einzuschreiben. Er fühlte sich an dieser Schule wie nie zuvor in seinem Element und schloss mit einem O Level ab.
Durch diesen Erfolg beflügelt, belegte er in den folgenden Jahren weitere Abendlehrgänge in Englischer Literatur, Religionsstudien, Britischer Verfassung und Sachkunde und hatte am Ende die fünf O Levels, die er für eine Ausbildung zum Lehrer benötigte. Er kündigte seinen Job als Maschinenführer und begann 1969 eine Ausbildung zum Lehrer am Huddersfield Polytechnic, endlich seinen Lebenstraum in die Realität umsetzend. Während des Studiums fand er Interesse an Kinder- und Jugendliteratur und dies brachte ihn dazu, ebenfalls Bücher für junge Menschen schreiben zu wollen. Er schlug seinen Studienberatern vor, anstelle einer Examensarbeit ein Kinderbuch zu schreiben. Diese Idee wurde angenommen und im Alter von 33 machte er damit 1972 seinen Abschluss. Er sandte das Manuskript an den erstbesten Verlag  und innerhalb einer Woche wurde es angenommen. So kam es im Jahr 1973 zur Veröffentlichung seines ersten Buches When Darkness Comes und weitere folgten bald danach.
Swindells erhielt eine Vollzeitstelle als Lehrer und arbeitete danach acht Jahre lang an zwei Grundschulen von Bradford, daneben schrieb er. Seine erste Ehe ging in die Brüche und sechs Jahre später heiratete er erneut im Alter von 40. Er beendete schließlich 1980 seine Lehrtätigkeit und widmete sich gänzlich dem Schreiben. Die ersten Jahre waren schwierig, aber 1984 errang er seinen ersten großen Erfolg mit Brother in the Land. Bald darauf gewann er mit seinen Büchern den ersten von zahlreichen Preisen.
In seinen Büchern beschreibt er die alternativen Realitäten, die ihn als Kind fasziniert hatten, für neue Generationen von jungen Menschen. Sein ganzes Leben lang war er engagiert gegen Nuklearwaffen und für die Umwelt, und diese Themen spiegeln sich auch in vielen seiner Bücher wider. Sie sind voll von sozialen Themen, aber sie sind nie bevormundend, sondern sie ermutigen den Leser, sich mit der Geschichte zu befassen.
Im Jahr 1988 erhielt er eine Master-Auszeichnung von der School of Peace Studies an der Bradford University. Bei Wahlen zum Bradford Council kandidierte er als Vertreter der Green Party. Sein größter Wunsch ist nach eigener Aussage „den Tag zu erleben, an dem jedes Kind an jedem Ort sich an einer Kindheit ohne Hunger, Angst, Krieg oder jeglicher Art von Entbehrung erfreuen wird“.
Robert Swindells hat nach 67 Veröffentlichungen inzwischen das Schreiben aufgegeben, er lebt mit seiner Frau Brenda immer noch in der Nähe von Bradford in Oxenhope, Yorkshire.

## Auszeichnungen
- 1988 Master’s Degree (M. A.) in Peace Studies, Bradford College
- 2017 Honorary Fellow des Bradford College

## Preise
- Red House Children’s Book Award[5]
  - 1985: Brother in the Land
  - 1990: Room 13

- Carnegie Medal[6]
  - 1993: Stone Cold

- Sheffield Children’s Book Award[7]
  - 1994: Stone Cold
  - 1996: Unbeliever
  - 1999: Abomination

- Kinder- en Jeugdjury voor het boek in Vlaanderen (KJJ)[8]
  - 1995: Het wenende woud (The Secret of Weeping Wood)

- Angus Book Award[9]
  - 1998: Unbeliever

## Werke
| Originaltitel                                                                | Deutscher Titel              | Erschienen |
| ---------------------------------------------------------------------------- | ---------------------------- | ---------- |
| When Darkness Comes                                                          |                              | 1973       |
| A Candle in the Night (A Candle in the Dark)                                 | Feuerstein und Rauchsignal   | 1974       |
| World-Eater                                                                  | Der Weltenfresser            | 1976       |
| Voyage to Valhalla                                                           |                              | 1977       |
| The Very Special Baby                                                        |                              | 1977       |
| The Ice Palace (Ice Palace)                                                  |                              | 1977       |
| Dragons Live Forever                                                         |                              | 1978       |
| The Weather-Clerk                                                            |                              | 1979       |
| The Moonpath and Other Stories (The Moonpath and Other Tales of the Bizarre) |                              | 1979       |
| Norah’s Ark                                                                  |                              | 1979       |
| Norah’s Shark                                                                |                              | 1979       |
| Ghost Ship to Ganymede                                                       |                              | 1980       |
| Norah and the Whale                                                          |                              | 1981       |
| Norah to the Rescue                                                          |                              | 1981       |
| The Wheaton Book of Science Fiction Stories                                  |                              | 1982       |
| Brother in the Land (Fallout)                                                |                              | 1984       |
| The Thousand Eyes of Night                                                   |                              | 1985       |
| The Ghost Messengers                                                         |                              | 1986       |
| Staying Up                                                                   |                              | 1986       |
| Mavis Davis                                                                  |                              | 1988       |
| The Postbox Mystery                                                          |                              | 1988       |
| A Serpent’s Tooth                                                            |                              | 1989       |
| Follow a Shadow                                                              | Der Schatten, den ich bannte | 1989       |
| Night School                                                                 |                              | 1989       |
| Room 13                                                                      |                              | 1989       |
| Daz 4 Zoe                                                                    | Dash führ Zoe                | 1990       |
| Tim Kipper                                                                   |                              | 1990       |
| Dracula’s Castle                                                             |                              | 1991       |
| Hydra                                                                        | Hydra                        | 1991       |
| Rolf and Rosie                                                               |                              | 1992       |
| You Can’t Say I’m Crazy                                                      |                              | 1992       |
| The Go-Ahead Gang                                                            |                              | 1992       |
| Inside the Worm                                                              |                              | 1993       |
| Sam and Sue and Lavatory Lou                                                 |                              | 1993       |
| The Secret of Weeping Wood (The Outfit #1)                                   |                              | 1993       |
| The Siege of Frimly Prim                                                     |                              | 1993       |
| We Didn’t Mean to, Honest! (The Outfit #2)                                   |                              | 1993       |
| Stone Cold                                                                   | Eiskalt                      | 1994       |
| Timesnatch                                                                   |                              | 1994       |
| Kidnap at Denton Farm (The Outfit #3)                                        |                              | 1994       |
| The Muckitups                                                                |                              | 1995       |
| The Ghosts of Givenham Keep (The Outfit #4)                                  |                              | 1995       |
| Unbeliever                                                                   |                              | 1995       |
| Jacqueline Hyde                                                              |                              | 1996       |
| Last Bus                                                                     |                              | 1996       |
| Hurricane Summer (World War II Trilogy)                                      |                              | 1997       |
| Nightmare Stairs                                                             | Nicht absteigen              | 1997       |
| Peril in the Mist (The Outfit #5)                                            |                              | 1997       |
| Smash!                                                                       | Smash!                       | 1997       |
| Abomination                                                                  | Mauern aus Schweigen         | 1998       |
| The Strange Tale of Ragger Bill (The Outfit #6)                              |                              | 1998       |
| Dosh                                                                         | Ein neuer Anfang             | 1999       |
| Roger’s War (World War II Trilogy)                                           |                              | 1999       |
| The Orchard Book of Vikings (mit Peter Utton)                                |                              | 2000       |
| The Orchard Book of Egyptian Gods and Pharaohs                               | Götter, Tempel, Pharaonen    | 2000       |
| The Orchard Book of Stories from Ancient Egypt                               |                              | 2000       |
| Invisible!                                                                   |                              | 2000       |
| Doodlebug Alley (World War II Trilogy)                                       |                              | 2000       |
| A Wish for Wings                                                             |                              | 2001       |
| Wrecked                                                                      |                              | 2001       |
| Blitzed                                                                      |                              | 2002       |
| No Angels                                                                    |                              | 2003       |
| Ruby Tanya                                                                   |                              | 2004       |
| Branded                                                                      |                              | 2005       |
| Snapshot                                                                     |                              | 2005       |
| Snakebite                                                                    |                              | 2006       |
| In the Nick of Time                                                          |                              | 2007       |
| Burnout                                                                      |                              | 2007       |
| The Shade of Hettie Daynes                                                   |                              | 2008       |
| Knife-Edge                                                                   |                              | 2008       |
| Shrapnel                                                                     |                              | 2009       |
| The First Hunter                                                             |                              | 2009       |
| Just a Bit of Fun                                                            |                              | 2009       |
| Blackout                                                                     |                              | 2009       |
| Dan’s War                                                                    |                              | 2010       |
| A Skull in Shadows Lane                                                      |                              | 2012       |
| Trick or Treat                                                               |                              | 2012       |
| The Deep End                                                                 |                              | 2013       |

## Übersetzungen
Aus der „Alfie“-Serie von Gunilla Bergström (deutsch „Willi Wiberg“):
| Titel                            | Erschienen |
| -------------------------------- | ---------- |
| Alfie and His Secret Friend      | 1979       |
| Who’ll Save Alfie Atkins?        | 1979       |
| Alfie and the Monster            | 1979       |
| You’re a Sly One, Alfie Atkins   | 1979       |
| Is That a Monster, Alfie Atkins? | 1989       |

## Nacherzählungen
Von William Shakespeare:
| Titel                     | Erschienen |
| ------------------------- | ---------- |
| A Midsummer Night’s Dream | 2011       |
| Henry V                   | 2011       |